# Suddivisioni di Rio de Janeiro

Mappa delle regioni amministrative e quartieri di Rio de Janeiro.

Il comune di Rio de Janeiro è amministrativamente e politicamente suddiviso in 33 regioni amministrative (Regiões Administrativas) che fanno capo a 7 subprefetture (Subprefeituras). Le circoscrizioni municipali erano in precedenza 18 e sono state ridotte a 6 nel dicembre del 2008.
Geograficamente la città è suddivisa in quartieri (bairros) che non hanno funzioni amministrative. Inoltre il territorio di Rio de Janeiro è suddiviso a scopo urbanistico in 5 aree di sviluppo (Área de Planejamento).
Storicamente e culturalmente la città è suddivisa in 4 grandi zone: la residenziale Zona Nord, la turistica e ricca Zona Sud, la Zona Ovest e il Centro.

## Circoscrizioni Municipali (o Municipi)

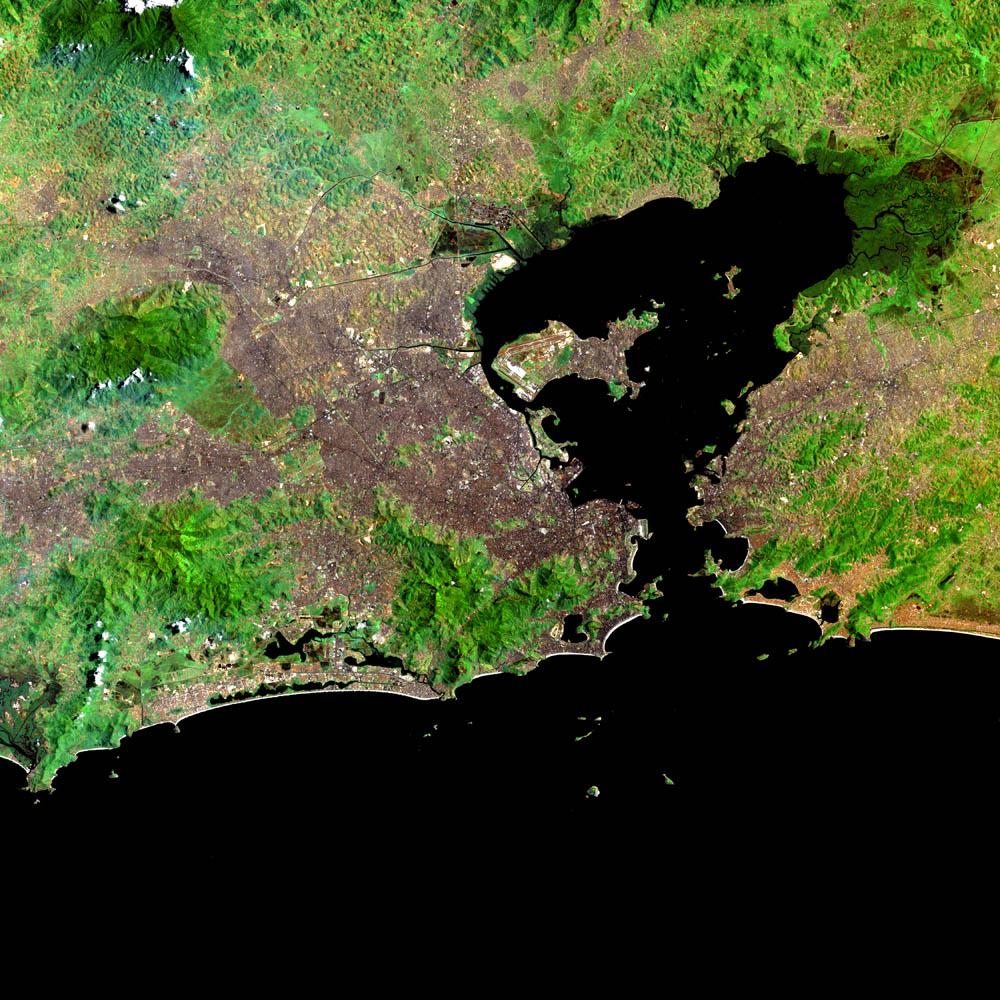
Immagine satellitare di Rio de Janeiro.

Le circoscrizioni municipali istituite nel dicembre 2008 sono 6. A queste è stata aggiunta la circoscrizione che ha giurisdizione sull'Ilha do Governador nel maggio del 2010.
| Circoscrizione (o Municipio) |
| ---------------------------- |
| Barra e Jacarepaguá          |
| Zona Sul                     |
| Grande Tijuca                |
| Zona Norte                   |
| Zona Oeste                   |
| Centro e Centro Histórico    |
| Ilha do Governador           |

I presidenti del Municipio affiancano il sindaco della città (prefeito) nel governo del territorio con specifiche competenze e nominano i responsabili delle regioni amministrative.
Le Circoscrizioni Municipali esistenti prima del dicembre 2008 erano 18:
| Circoscrizioni fino al dicembre 2008  | Regioni amministrative (RA) e quartieri di competenza                                                                                    |
| ------------------------------------- | --- |
| Subprefettura del Centro              | RA I e RA VII |
| Subprefettura del Centro Storico      | RA II, Gamboa, Santo Cristo e Saúde |
| Subprefettura della Zona Sud          | RA V, RA VI, RA XXVII e Urca |
| Subprefettura della Zona Sud 2        | RA IV e Parque do Flamengo |
| Subprefettura di Tijuca e adiacenze   | RA III, RA VIII e RA XXIII |
| Subprefettura di Grajaú e Vila Isabel | RA IX, RA XXVIII, Jacaré, Mangueira, Rocha e São Francisco Xavier                                                                        |
| Subprefettura di Grande Méier         | RA XII e RA XIII |
| Subprefettura di Ilha do Governador   | RA XX e Complexo de Manguinhos |
| Subprefettura della Zona Nord         | RA XV, RA XXII, RA XXV e RA XXXI |
| Subprefettura di Leopoldina Nord      | RA X e Higienópolis |
| Subprefettura di Leopoldina Sud       | RA XXX, Cidade Alta e Comunidades na Penha (Grotão, Parque Proletário da Penha e Vila Cruzeiro)                                          |
| Subprefettura di Jacarepaguá          | RA XVI e RA XXXIV |
| Subprefettura di Barra da Tijuca      | RA XXIV |
| Subprefettura della Zona Ovest        | RA XVIII |
| Subprefettura di Bangu                | RA XVII e RA XXXIII |
| Subprefettura di Vila Militar         | Aree militari dei quartieri Campo dos Afonsos, Deodoro, Jardim Novo, Magalhães Bastos, Realengo, Sulacap, Vila Militar e Vila Valqueiree |
| Santa Cruz e Pedra de Guaratiba       | RA XIX e RA XXVI |
| Subprefettura di Grande Grande Irajá  | RA XI, RA XIV, Vaz Lobo e Turiaçu |

## Regioni Amministrative

Mappa delle 33 regioni amministrative di Rio de Janeiro.

Le regioni amministrative sono state istituite nel 1960 e poi pesantemente riorganizzate nel 1981 insieme con i bairros e, dopo diverse modifiche e integrazioni, sono divenute 33.
| N.     | Regione amministrativa | Superficie (km²) | Abitanti | Area di sviluppo (AP) |
| ------ | ---------------------- | ---------------- | -------- | --------------------- |
| I      | Portuária              | 8,40             | 39.973   | AP 1                  |
| II     | Centro                 | 5,67             | 39.135   | AP 1                  |
| III    | Rio Comprido           | 5,80             | 73.661   | AP 1                  |
| IV     | Botafogo               | 15,01            | 238.895  | AP 2                  |
| V      | Copacabana             | 4,96             | 161.178  | AP 2                  |
| VI     | Lagoa                  | 22,47            | 174.062  | AP 2                  |
| VII    | São Cristóvão          | 7,50             | 70.945   | AP 1                  |
| VIII   | Tijuca                 | 42,28            | 180.992  | AP 2                  |
| IX     | Vila Isabel            | 12,88            | 186.013  | AP 2                  |
| X      | Ramos                  | 11,30            | 150.403  | AP 3                  |
| XI     | Penha                  | 13,96            | 183.194  | AP 3                  |
| XII    | Inhaúma                | 10,88            | 130.635  | AP 3                  |
| XIII   | Méier                  | 29,41            | 398.486  | AP 3                  |
| XIV    | Irajá                  | 15,04            | 202.967  | AP 3                  |
| XV     | Madureira              | 30,18            | 374.157  | AP 3                  |
| XVI    | Jacarepaguá            | 126,61           | 469.682  | AP 4                  |
| XVII   | Bangu                  | 67,81            | 420.503  | AP 5                  |
| XVIII  | Campo Grande           | 153,44           | 484.362  | AP 5                  |
| XIX    | Santa Cruz             | 164,05           | 311.289  | AP 5                  |
| XX     | Ilha do Governador     | 40,81            | 211.469  | AP 3                  |
| XXI    | Ilha de Paquetá        | 1,19             | 3.421    | AP 1                  |
| XXII   | Anchieta               | 14,19            | 154.608  | AP 3                  |
| XXIII  | Santa Teresa           | 5,16             | 41.145   | AP 1                  |
| XXIV   | Barra da Tijuca        | 165,59           | 174.353  | AP 4                  |
| XXV    | Pavuna                 | 17,48            | 197.068  | AP 3                  |
| XXVI   | Guaratiba              | 152,48           | 101.205  | AP 5                  |
| XXVII  | Rocinha                | 1,44             | 56.338   | AP 2                  |
| XXVIII | Jacarezinho            | 0,94             | 36.459   | AP 3                  |
| XXIX   | Complexo do Alemão     | 2,96             | 65.026   | AP 3                  |
| XXX    | Maré                   | 4,27             | 113.807  | AP 3                  |
| XXXI   | Vigário Geral          | 11,41            | 135.311  | AP 3                  |
| XXXIII | Realengo               | 54,55            | 239.146  | AP 5                  |
| XXXIV  | Cidade de Deus         | 1,21             | 38.016   | AP 4                  |

## Bairros
I bairros sono i quartieri di Rio de Janeiro. Pur non avendo una funzione amministrativa, ricoperta dalle regioni amministrative e dalle circoscrizioni, ma solo geografica e toponomastica, i bairros sono stati formalizzati nel 1981 quando ne vennero istituiti 153. Con successive modifiche il Comune di Rio de Janeiro li ha portati a 162.
| N.  | Bairro                         | Superficie (km²) | Abitanti | Regione amministrativa (RA)  | Area di sviluppo (AP) | Circoscrizione Municipale |
| --- | ------------------------------ | ---------------- | -------- | ---------------------------- | --------------------- | ------------------------- |
| 1   | Saúde                          | 0,36             | 2.186    | RA I - Portuaria             | AP 1                  | Centro e Centro Histórico |
| 2   | Gamboa                         | 1,11             | 10.490   | RA I - Portuaria             | AP 1                  | Centro e Centro Histórico |
| 3   | Santo Cristo                   | 1,68             | 9.618    | RA I - Portuaria             | AP 1                  | Centro e Centro Histórico |
| 4   | Caju                           | 5,35             | 17.679   | RA I - Portuaria             | AP 1                  | Centro e Centro Histórico |
| 5   | Centro                         | 5,72             | 39.135   | RA II - Centro               | AP 1                  | Centro e Centro Histórico |
| 6   | Catumbi                        | 0,54             | 12.914   | RA III - Rio Comprido        | AP 1                  | Centro e Centro Histórico |
| 7   | Rio Comprido                   | 3,34             | 34.833   | RA III - Rio Comprido        | AP 1                  | Centro e Centro Histórico |
| 8   | Cidade Nova                    | 0,93             | 5.282    | RA III - Rio Comprido        | AP 1                  | Centro e Centro Histórico |
| 9   | Estácio                        | 0,98             | 20.632   | RA III - Rio Comprido        | AP 1                  | Centro e Centro Histórico |
| 10  | São Cristóvão                  | 4,11             | 38.334   | RA VII - São Cristovão       | AP 1                  | Centro e Centro Histórico |
| 11  | Mangueira                      | 0,80             | 13.594   | RA VII - São Cristovão       | AP 1                  | Centro e Centro Histórico |
| 12  | Benfica                        | 1,74             | 19.017   | RA VII - São Cristovão       | AP 1                  | Centro e Centro Histórico |
| 13  | Paquetá                        | 1,71             | 3.421    | RA XXI - Ilha de Paquetá     | AP 1                  | Centro e Centro Histórico |
| 14  | Santa Teresa                   | 5,16             | 41.145   | RA XXIII - Santa Teresa      | AP 1                  | Centro e Centro Histórico |
| 15  | Flamengo                       | 1,65             | 51.939   | RA IV - Botafogo             | AP 2                  | Zona Sul                  |
| 16  | Glória                         | 1,14             | 10.098   | RA IV - Botafogo             | AP 2                  | Centro e Centro Histórico |
| 17  | Laranjeiras                    | 2,49             | 46.381   | RA IV - Botafogo             | AP 2                  | Zona Sul                  |
| 18  | Catete                         | 0,68             | 21.724   | RA IV - Botafogo             | AP 2                  | Zona Sul                  |
| 19  | Cosme Velho                    | 0,89             | 7.229    | RA IV - Botafogo             | AP 2                  | Zona Sul                  |
| 20  | Botafogo                       | 4,80             | 79.588   | RA IV - Botafogo             | AP 2                  | Zona Sul                  |
| 21  | Humaitá                        | 1,05             | 15.186   | RA IV - Botafogo             | AP 2                  | Zona Sul                  |
| 22  | Urca                           | 2,32             | 6.750    | RA IV - Botafogo             | AP 2                  | Zona Sul                  |
| 23  | Leme                           | 0,98             | 14.157   | RA V - Copacabana            | AP 2                  | Zona Sul                  |
| 24  | Copacabana                     | 4,10             | 147.021  | RA V - Copacabana            | AP 2                  | Zona Sul                  |
| 25  | Ipanema                        | 3,08             | 46.808   | RA VI - Lagoa                | AP 2                  | Zona Sul                  |
| 26  | Leblon                         | 2,15             | 46.670   | RA VI - Lagoa                | AP 2                  | Zona Sul                  |
| 27  | Lagoa                          | 5,11             | 18.221   | RA VI - Lagoa                | AP 2                  | Zona Sul                  |
| 28  | Jardim Botânico                | 2,69             | 20.014   | RA VI - Lagoa                | AP 2                  | Zona Sul                  |
| 29  | Gávea                          | 2,58             | 17.475   | RA VI - Lagoa                | AP 2                  | Zona Sul                  |
| 30  | Vidigal                        | 1,62             | 13.719   | RA VI - Lagoa                | AP 2                  | Zona Sul                  |
| 31  | São Conrado                    | 6,49             | 11.155   | RA VI - Lagoa                | AP 2                  | Zona Sul                  |
| 32  | Praça da Bandeira              | 0,72             | 9.102    | RA VIII - Tijuca             | AP 2                  | Grande Tijuca             |
| 33  | Tijuca                         | 10,07            | 163.636  | RA VIII - Tijuca             | AP 2                  | Grande Tijuca             |
| 34  | Alto da Boa Vista              | 31,50            | 8.254    | RA VIII - Tijuca             | AP 2                  | Grande Tijuca             |
| 35  | Maracanã                       | 1,67             | 27.319   | RA IX - Vila Isabel          | AP 2                  | Grande Tijuca             |
| 36  | Vila Isabel                    | 1,44             | 24.290   | RA IX - Vila Isabel          | AP 2                  | Grande Tijuca             |
| 37  | Andaraí                        | 2,26             | 38.540   | RA IX - Vila Isabel          | AP 2                  | Grande Tijuca             |
| 38  | Grajaú                         | 5,74             | 38.296   | RA IX - Vila Isabel          | AP 2                  | Grande Tijuca             |
| 39  | Manguinhos                     | 2,62             | 31.059   | RA X - Ramos                 | AP 3                  | Zona Norte                |
| 40  | Bonsucesso                     | 2,20             | 19.298   | RA X - Ramos                 | AP 3                  | Zona Norte                |
| 41  | Ramos                          | 2,79             | 37.537   | RA X - Ramos                 | AP 3                  | Zona Norte                |
| 42  | Olaria                         | 3,69             | 62.509   | RA X - Ramos                 | AP 3                  | Zona Norte                |
| 43  | Penha                          | 5,81             | 72.692   | RA XI - Penha                | AP 3                  | Zona Norte                |
| 44  | Penha Circular                 | 4,62             | 51.113   | RA XI - Penha                | AP 3                  | Zona Norte                |
| 45  | Brás de Pina                   | 3,52             | 59.389   | RA XI - Penha                | AP 3                  | Zona Norte                |
| 46  | Cordovil                       | 3,86             | 46.533   | RA XXXI - Vigário Geral      | AP 3                  | Zona Norte                |
| 47  | Parada de Lucas                | 2,20             | 23.269   | RA XXXI - Vigário Geral      | AP 3                  | Zona Norte                |
| 48  | Vigário Geral                  | 3,39             | 39.563   | RA XXXI - Vigário Geral      | AP 3                  | Zona Norte                |
| 49  | Jardim América                 | 1,97             | 25.946   | RA XXXI - Vigário Geral      | AP 3                  | Zona Norte                |
| 50  | Higienópolis                   | 1,16             | 16.587   | RA XII - Inhaúma             | AP 3                  | Zona Norte                |
| 51  | Jacaré                         | 0,84             | 7.392    | RA XIII - Méier              | AP 3                  | Zona Norte                |
| 52  | Maria da Graça                 | 0,83             | 8.189    | RA XII - Inhaúma             | AP 3                  | Zona Norte                |
| 53  | Del Castilho                   | 1,44             | 14.246   | RA XII - Inhaúma             | AP 3                  | Zona Norte                |
| 54  | Inhaúma                        | 3,49             | 42.722   | RA XII - Inhaúma             | AP 3                  | Zona Norte                |
| 55  | Engenho da Rainha              | 2,23             | 27.311   | RA XII - Inhaúma             | AP 3                  | Zona Norte                |
| 56  | Tomás Coelho                   | 1,75             | 21.580   | RA XII - Inhaúma             | AP 3                  | Zona Norte                |
| 57  | São Francisco Xavier           | 0,65             | 7.787    | RA XIII - Méier              | AP 3                  | Zona Norte                |
| 58  | Rocha                          | 1,31             | 9.542    | RA XIII - Méier              | AP 3                  | Zona Norte                |
| 59  | Riachuelo                      | 0,93             | 13.107   | RA XIII - Méier              | AP 3                  | Zona Norte                |
| 60  | Sampaio                        | 0,88             | 10.508   | RA XIII - Méier              | AP 3                  | Zona Norte                |
| 61  | Engenho Novo                   | 2,64             | 44.472   | RA XIII - Méier              | AP 3                  | Zona Norte                |
| 62  | Lins de Vasconcelos            | 2,67             | 35.171   | RA XIII - Méier              | AP 3                  | Zona Norte                |
| 63  | Méier                          | 2,47             | 51.344   | RA XIII - Méier              | AP 3                  | Zona Norte                |
| 64  | Todos os Santos                | 1,01             | 22.927   | RA XIII - Méier              | AP 3                  | Zona Norte                |
| 65  | Cachambi                       | 2,25             | 41.334   | RA XIII - Méier              | AP 3                  | Zona Norte                |
| 66  | Engenho de Dentro              | 3,92             | 46.834   | RA XIII - Méier              | AP 3                  | Zona Norte                |
| 67  | Água Santa                     | 2,43             | 7.243    | RA XIII - Méier              | AP 3                  | Zona Norte                |
| 68  | Encantado                      | 1,06             | 15.412   | RA XIII - Méier              | AP 3                  | Zona Norte                |
| 69  | Piedade                        | 3,89             | 44.111   | RA XIII - Méier              | AP 3                  | Zona Norte                |
| 70  | Abolição                       | 0,62             | 12.346   | RA XIII - Méier              | AP 3                  | Zona Norte                |
| 71  | Pilares                        | 1,84             | 28.956   | RA XIII - Méier              | AP 3                  | Zona Norte                |
| 72  | Vila Kosmos                    | 3,22             | 81.858   | RA XIV - Irajá               | AP 3                  | Zona Norte                |
| 73  | Vicente de Carvalho            | 1,84             | 24.310   | RA XIV - Irajá               | AP 3                  | Zona Norte                |
| 74  | Vila da Penha                  | 1,52             | 17.673   | RA XIV - Irajá               | AP 3                  | Zona Norte                |
| 75  | Vista Alegre                   | 0,52             | 8.347    | RA XIV - Irajá               | AP 3                  | Zona Norte                |
| 76  | Irajá                          | 7,48             | 99.236   | RA XIV - Irajá               | AP 3                  | Zona Norte                |
| 77  | Colégio                        | 2,26             | 29.111   | RA XIV - Irajá               | AP 3                  | Zona Norte                |
| 78  | Campinho                       | 0,98             | 9.407    | RA XV - Madureira            | AP 3                  | Zona Norte                |
| 79  | Quintino Bocaiúva              | 4,32             | 34.757   | RA XV - Madureira            | AP 3                  | Zona Norte                |
| 80  | Cavalcanti                     | 1,92             | 15.773   | RA XV - Madureira            | AP 3                  | Zona Norte                |
| 81  | Engenheiro Leal                | 0,71             | 6.196    | RA XV - Madureira            | AP 3                  | Zona Norte                |
| 82  | Cascadura                      | 2,84             | 33.526   | RA XV - Madureira            | AP 3                  | Zona Norte                |
| 83  | Madureira                      | 3,79             | 49.546   | RA XV - Madureira            | AP 3                  | Zona Norte                |
| 84  | Vaz Lobo                       | 1,10             | 14.041   | RA XV - Madureira            | AP 3                  | Zona Norte                |
| 85  | Turiaçu                        | 1,26             | 16.054   | RA XV - Madureira            | AP 3                  | Zona Norte                |
| 86  | Rocha Miranda                  | 2,89             | 41.253   | RA XV - Madureira            | AP 3                  | Zona Norte                |
| 87  | Honório Gurgel                 | 1,37             | 22.010   | RA XV - Madureira            | AP 3                  | Zona Norte                |
| 88  | Oswaldo Cruz                   | 2,07             | 35.901   | RA XV - Madureira            | AP 3                  | Zona Norte                |
| 89  | Bento Ribeiro                  | 3,04             | 46.507   | RA XV - Madureira            | AP 3                  | Zona Norte                |
| 90  | Marechal Hermes                | 3,89             | 49.186   | RA XV - Madureira            | AP 3                  | Zona Norte                |
| 91  | Ribeira                        | 0,86             | 3.323    | RA XX - Ilha do Governador   | AP 3                  | Ilha do Governador        |
| 92  | Zumbi                          | 0,16             | 2.041    | RA XX - Ilha do Governador   | AP 3                  | Ilha do Governador        |
| 93  | Cacuia                         | 2,07             | 9.952    | RA XX - Ilha do Governador   | AP 3                  | Ilha do Governador        |
| 94  | Pitangueiras                   | 0,60             | 11.605   | RA XX - Ilha do Governador   | AP 3                  | Ilha do Governador        |
| 95  | Praia da Bandeira              | 0,38             | 6.587    | RA XX - Ilha do Governador   | AP 3                  | Ilha do Governador        |
| 96  | Cocotá                         | 0,49             | 4.910    | RA XX - Ilha do Governador   | AP 3                  | Ilha do Governador        |
| 97  | Bancários                      | 0,98             | 12.126   | RA XX - Ilha do Governador   | AP 3                  | Ilha do Governador        |
| 98  | Freguesia (Ilha do Governador) | 4,06             | 18.371   | RA XX - Ilha do Governador   | AP 3                  | Ilha do Governador        |
| 99  | Jardim Guanabara               | 3,21             | 29.886   | RA XX - Ilha do Governador   | AP 3                  | Ilha do Governador        |
| 100 | Jardim Carioca                 | 1,62             | 25.202   | RA XX - Ilha do Governador   | AP 3                  | Ilha do Governador        |
| 101 | Tauá                           | 1,67             | 33.184   | RA XX - Ilha do Governador   | AP 3                  | Ilha do Governador        |
| 102 | Moneró                         | 0,52             | 6.180    | RA XX - Ilha do Governador   | AP 3                  | Ilha do Governador        |
| 103 | Portuguesa                     | 1,19             | 24.733   | RA XX - Ilha do Governador   | AP 3                  | Ilha do Governador        |
| 104 | Galeão                         | 18,96            | 21.633   | RA XX - Ilha do Governador   | AP 3                  | Ilha do Governador        |
| 105 | Cidade Universitária           | 4,69             | 1.736    | RA XX - Ilha do Governador   | AP 3                  | Ilha do Governador        |
| 106 | Guadalupe                      | 3,82             | 46.325   | RA XXII - Anchieta           | AP 3                  | Zona Norte                |
| 107 | Anchieta                       | 4,35             | 53.808   | RA XXII - Anchieta           | AP 3                  | Zona Norte                |
| 108 | Parque Anchieta                | 3,91             | 27.092   | RA XXII - Anchieta           | AP 3                  | Zona Norte                |
| 109 | Ricardo de Albuquerque         | 2,12             | 27.383   | RA XXII - Anchieta           | AP 3                  | Zona Norte                |
| 110 | Coelho Neto                    | 2,51             | 32.052   | RA XXV - Pavuna              | AP 3                  | Zona Norte                |
| 111 | Acari                          | 1,61             | 24.650   | RA XXV - Pavuna              | AP 3                  | Zona Norte                |
| 112 | Barros Filho                   | 1,72             | 15.223   | RA XXV - Pavuna              | AP 3                  | Zona Norte                |
| 113 | Costa Barros                   | 1,81             | 25.922   | RA XXV - Pavuna              | AP 3                  | Zona Norte                |
| 114 | Pavuna                         | 8,31             | 90.027   | RA XXV - Pavuna              | AP 3                  | Zona Norte                |
| 115 | Jacarepaguá                    | 75,80            | 100.822  | RA XVI - Jacarepaguá         | AP 4                  | Barra e Jacarepaguá       |
| 116 | Anil                           | 3,50             | 21.551   | RA XVI - Jacarepaguá         | AP 4                  | Barra e Jacarepaguá       |
| 117 | Gardênia Azul                  | 1,24             | 19.268   | RA XVI - Jacarepaguá         | AP 4                  | Barra e Jacarepaguá       |
| 118 | Cidade de Deus                 | 1,21             | 38.016   | RA XXXIV - Cidade de Deus    | AP 4                  | Barra e Jacarepaguá       |
| 119 | Curicica                       | 3,34             | 24.839   | RA XVI - Jacarepaguá         | AP 4                  | Barra e Jacarepaguá       |
| 120 | Freguesia (Jacarepaguá)        | 10,40            | 54.010   | RA XVI - Jacarepaguá         | AP 4                  | Barra e Jacarepaguá       |
| 121 | Pechincha                      | 2,83             | 31.615   | RA XVI - Jacarepaguá         | AP 4                  | Barra e Jacarepaguá       |
| 122 | Taquara                        | 13,21            | 93.741   | RA XVI - Jacarepaguá         | AP 4                  | Barra e Jacarepaguá       |
| 123 | Tanque                         | 5,57             | 32.462   | RA XVI - Jacarepaguá         | AP 4                  | Barra e Jacarepaguá       |
| 124 | Praça Seca                     | 6,50             | 59.657   | RA XVI - Jacarepaguá         | AP 4                  | Barra e Jacarepaguá       |
| 125 | Vila Valqueire                 | 4,23             | 31.717   | RA XVI - Jacarepaguá         | AP 4                  | Barra e Jacarepaguá       |
| 126 | Joá                            | 1,69             | 971      | RA XXIV - Barra da Tijuca    | AP 4                  | Barra e Jacarepaguá       |
| 127 | Itanhangá                      | 13,20            | 21.813   | RA XXIV - Barra da Tijuca    | AP 4                  | Barra e Jacarepaguá       |
| 128 | Barra da Tijuca                | 48,15            | 92.233   | RA XXIV - Barra da Tijuca    | AP 4                  | Barra e Jacarepaguá       |
| 129 | Camorim                        | 8,86             | 786      | RA XXIV - Barra da Tijuca    | AP 4                  | Barra e Jacarepaguá       |
| 130 | Vargem Pequena                 | 14,44            | 11.536   | RA XXIV - Barra da Tijuca    | AP 4                  | Barra e Jacarepaguá       |
| 131 | Vargem Grande                  | 39,38            | 9.306    | RA XXIV - Barra da Tijuca    | AP 4                  | Barra e Jacarepaguá       |
| 132 | Recreio dos Bandeirantes       | 30,66            | 37.572   | RA XXIV - Barra da Tijuca    | AP 4                  | Barra e Jacarepaguá       |
| 133 | Grumari                        | 9,60             | 136      | RA XXIV - Barra da Tijuca    | AP 4                  | Barra e Jacarepaguá       |
| 134 | Deodoro                        | 4,64             | 11.593   | RA XXXIII - Realengo         | AP 5                  | Zona Oeste                |
| 135 | Vila Militar                   | 10,76            | 13.691   | RA XXXIII - Realengo         | AP 5                  | Zona Oeste                |
| 136 | Campo dos Afonsos              | 3,25             | 1.515    | RA XXXIII - Realengo         | AP 5                  | Zona Oeste                |
| 137 | Jardim Sulacap                 | 7,87             | 11.221   | RA XXXIII - Realengo         | AP 5                  | Zona Oeste                |
| 138 | Magalhães Bastos               | 1,98             | 24.849   | RA XXXIII - Realengo         | AP 5                  | Zona Oeste                |
| 139 | Realengo                       | 26,05            | 176.277  | RA XXXIII - Realengo         | AP 5                  | Zona Oeste                |
| 140 | Padre Miguel                   | 4,87             | 64.754   | RA XVII - Bangu              | AP 5                  | Zona Oeste                |
| 141 | Bangu                          | 45,71            | 244.518  | RA XVII - Bangu              | AP 5                  | Zona Oeste                |
| 142 | Senador Camará                 | 17,24            | 111.231  | RA XVII - Bangu              | AP 5                  | Zona Oeste                |
| 143 | Santíssimo                     | 8,32             | 34.086   | RA XVIII - Campo Grande      | AP 5                  | Zona Oeste                |
| 144 | Campo Grande                   | 119,13           | 297.494  | RA XVIII - Campo Grande      | AP 5                  | Zona Oeste                |
| 145 | Senador Vasconcelos            | 6,44             | 27.285   | RA XVIII - Campo Grande      | AP 5                  | Zona Oeste                |
| 146 | Inhoaíba                       | 8,29             | 59.536   | RA XVIII - Campo Grande      | AP 5                  | Zona Oeste                |
| 147 | Cosmos                         | 11,26            | 65.961   | RA XVIII - Campo Grande      | AP 5                  | Zona Oeste                |
| 148 | Paciência                      | 27,42            | 83.561   | RA XIX - Santa Cruz          | AP 5                  | Zona Oeste                |
| 149 | Santa Cruz                     | 125,04           | 191.836  | RA XIX - Santa Cruz          | AP 5                  | Zona Oeste                |
| 150 | Sepetiba                       | 11,62            | 35.892   | RA XIX - Santa Cruz          | AP 5                  | Zona Oeste                |
| 151 | Guaratiba                      | 139,50           | 87.132   | RA XXVI - Guaratiba          | AP 5                  | Zona Oeste                |
| 152 | Barra de Guaratiba             | 9,44             | 4.380    | RA XXVI - Guaratiba          | AP 5                  | Zona Oeste                |
| 153 | Pedra de Guaratiba             | 3,64             | 9.693    | RA XXVI - Guaratiba          | AP 5                  | Zona Oeste                |
| 154 | Rocinha                        | 1,44             | 56.338   | RA XXVII - Rocinha           | AP 2                  | Zona Sul                  |
| 155 | Jacarezinho                    | 0,94             | 36.459   | RA XXVIII - Jacarezinho      | AP 3                  | Zona Norte                |
| 156 | Complexo do Alemão             | 2,96             | 65.026   | RA XXIX - Complexo do Alemão | AP 3                  | Zona Norte                |
| 157 | Maré                           | 4,27             | 113.807  | RA XXX - Maré                | AP 3                  | Zona Norte                |
| 158 | Parque Colúmbia                | 1,52             | 9.194    | RA XXV - Pavuna              | AP 3                  | Zona Norte                |
| 159 | Vasco da Gama                  | 0,86             | ND       | RA VII - São Cristovão       | AP 1                  | Centro e Centro Histórico |
| 160 | Gericinó                       | ND               | ND       | RA XVII - Bangu              | AP 5                  | Zona Oeste                |
| 161 | Lapa                           | ND               | ND       | RA II - Centro               | AP 1                  | Centro e Centro Histórico |
| 162 | Fazenda Botafogo               | ND               | ND       | RA XXV - Pavuna              | AP 3                  | Zona Norte                |